# Котаргачи (Ботошани)
Котаргачи (рум. Cotârgaci) насеље је у Румунији у округу Ботошани у општини Рома. Oпштина се налази на надморској висини од 176 m.

## Становништво
Према подацима из 2002. године у насељу је живело 515 становника, од којих су сви румунске националности.